# Ali Brakchi
Ali Brakchi (* 26. Februar 1934 in Sidi Aïch, Provinz Bejaia; † 15. Januar 2021 in Basse-Terre) war ein französischer Hochspringer.
Bei den Europameisterschaften 1958 in Stockholm wurde er Fünfter. 1959 gewann er Bronze bei der Universiade und siegte bei den Mittelmeerspielen.
Bei den Olympischen Spielen 1960 in Rom schied er in der Qualifikation aus, und bei den Europameisterschaften 1962 in Belgrad wurde er Achter.
Danach startete er für Algerien und siegte bei den GANEFO 1963.
Ab 1965 startete er wieder für Frankreich. Bei den Europameisterschaften 1966 in Budapest kam er auf den 13. Platz.
1957, 1960, 1962 (mit dem nationalen Rekord von 7,75 m) und 1966 wurde er Französischer Meister. Seine persönliche Bestleistung von 7,91 m stellte er am 18. April 1963 in Dakar auf.